# إدوين ألفرد هوارد
إدوين ألفرد هوارد (بالإنجليزية: Edwin Alfred Howard)‏ هو عسكري أمريكي، ولد في 6 يوليو 1922 في فينيكس في الولايات المتحدة، وتوفي في 3 نوفمبر 1942 في جوادالكانال في جزر سليمان.